# هنري بروغهام
هنري بيتر بروغهام (بالإنجليزية: Henry Brougham, 1st Baron Brougham and Vaux)‏، أول حامل للقب «بارون بروغهام وفو»، عضو المجلس الخاص المكرم لدى جلالة الملكة، مستشار الملكة، وزميل الجمعية الملكية (19 سبتمبر 1778- 7 مايو 1868) رجل دولة بريطاني شغل منصب السيد المستشار ولعب دورًا بارزًا في سن قانون الإصلاح وقانون إلغاء العبودية عام 1833.
ولد بروغهام في إدنبره، وساعد في تأسيس مجلات «إدنبره ريفيو» في عام 1802 قبل انتقاله إلى لندن، حيث تأهل ليصبح محاميًا في عام 1808. انتُخب عضوًا في مجلس العموم عام 1810 عن حزب الأحرار البريطاني، وكان عضوًا في البرلمان لعدد من الدوائر الانتخابية إلى أن أصبح زميلًا في عام 1834.
اكتسب بروغهام شهرة واسعة بسبب مساعدته في إحباط تشريع قانون الآلام والعقوبات في عام 1820، الذي سعى لتشريعه الملك جورج الرابع المكروه على نطاق واسع من أجل إلغاء زواجه من زوجته كارولين من برونزويك. أصبح مدافعًا عن القضايا الليبرالية بما فيها إلغاء قانون العبودية الخاص بتجارة العبيد والتجارة الحرة والإصلاح البرلماني. عُين في منصب السيد المستشار عام 1830، وأقرّ العديد من الإصلاحات التي تهدف إلى تسريع القضايا القانونية وأسس المحكمة الجنائية المركزية. لم يحصل مجددًا على منصب حكومي بعد عام 1834 وعلى الرغم من أنه لعب دورًا فعالًا في مجلس اللوردات، فإن ذلك حدث غالبًا بسبب معارضته لزملائه السابقين.
كان التعليم مجالًا آخر من مجالات اهتماماته. ساعد في تأسيس «جمعية نشر المعرفة المفيدة» وكلية لندن الجامعية، بالإضافة إلى أنه شغل عدة مناصب أكاديمية، بما فيها عميد جامعة إدنبره. أمضى الكثير من وقته في السنوات اللاحقة في مدينة «كان» الفرنسية، مما جعلها منتجعًا شهيرًا لطبقة النبلاء البريطانية، توفي هناك في عام 1868.

## حياته

### نشأته
ولد بروغهام وترعرع في إدنبره، وهو الابن الأكبر لوالده هنري بروغهام (1742-1810)، في بهو بروغهام، في مقاطعة واستمورلند، ووالدته إيليانورا، ابنة القس جيمس سيم. كانت عائلة بروغهام عائلة كامبرلية ذات نفوذ لعدة قرون. تلقى بروغهام تعليمه في المدرسة الثانوية الملكية وفي جامعة إدنبره، حيث درس بشكل رئيسي العلوم الطبيعية والرياضيات، وكذلك القانون. نشر عدة أوراق بحثية علمية من خلال الجمعية الملكية، ولا سيما عن الضوء والألوان والموشورات، وانتخب في سن الخامسة والعشرين زميلًا فيها. لكن بروغهام اختار القانون مهنة له، وقُبل في كلية المحاماة في عام 1800. مارس المهنة قليلًا في اسكتلندا، وانضم بدلًا من ذلك إلى جمعية لنكولن الشرفية لنقابة المحامين في عام 1833. بعد خمس سنوات استُدعي إلى نقابة المحامين.
لم يكن رجلًا ثريًا، إذ لجأ بروغهام إلى الصحافة كوسيلة ليدعم نفسه ماديًا خلال هذه السنوات. كان أحد مؤسسي مجلات «إدنبره ريفيو» واشتهر بسرعة بأنه المساهم الأول من خلال مقالاته عن كل شيء من العلوم والسياسة والسياسة الاستعمارية والأدب والشعر والجراحة والرياضيات والفنون الجميلة. 
في بدايات القرن التاسع عشر، أطلق بروغهام -بوصفه أحد أتباع نيوتن- هجمات مجهولة ضد أبحاث توماس يونغ، الذي أثبت أن الضوء كان ظاهرة موجية تُبدي التداخل والانكسار. بطأت هذه الهجمات قبول هذه الحقيقة لمدة عقد من الزمن، إلى أن أيّد فرانسوا آراغو وأوغستين-جين فريسنيل أعمال يونغ. يوجد مثال آخر على عدم كفاءة اللورد بروغهام العلمية وهي هجومه على السير ويليام هيرشل (1738-1822)، تحدث عن القصة باستلنك ودين.
وجد هيرشل -باعتباره فلكي ملكي- علاقة بين عدد البقع الشمسية التي تُلاحظ وأسعار القمح. قوبل ذلك برفض واسع وقوي، وحتى بالسخرية من اللورد بروغهام إذ وصفه أنه «سخف كبير». اضطر هيرشل بسبب ذلك إلى إيقاف المنشورات الأخرى. بعد سبعين عامًا، اكتشف الخبير الاقتصادي الإنجليزي دبليو. إس. جيفونز بالفعل فروقات في ارتفاع أسعار القمح على مدى 10-11 عامًا، بالتماشي مع 11 عامًا من دورة نشاط شمسي اكتُشفت في الأوقات نفسها. وجد «ميروسولاف ميكولكي» و«جي. ستريستيك» و«في. تشولجي» من خلال التحليل الانحداري فترة مشتركة بين درجات الحرارة المناخية وأسعار القمح على مدى 15 عامًا في إنجلترا، وعلى مدى 16 عامًا في فرنسا و22عامًا في ألمانيا. يعتقدون حاليًا أنهم وجدوا دليلًا مباشرًا على وجود علاقة سببية بين الإثنين.

### بداية حياته المهنية
جعل النجاح الذي حققته مجلة «إدنبره ريفيو» من بروغهام رجلًا له بصمته منذ بداية وصوله إلى لندن. سرعان ما أصبح عنصرًا ثابتًا في مجتمع لندن واكتسب صداقة اللورد غراي وغيره من كبار السياسيين في حزب الأحرار البريطاني. في عام 1806، أرسله وزير الخارجية تشارلز جيمس فوكس بمهمة دبلوماسية إلى البرتغال بقيادة جيمس سانت كلير-إرسكين «إيرل روسلين الثاني» وجون جيرفيس «أول إيرل لسانت فينسنت». كان الهدف من المهمة هو التصدي للغزو الفرنسي المتوقع للبرتغال. أصبح خلال هذه السنوات داعمًا قويًا للحركة من أجل إلغاء العبودية، وهي القضية التي كرّس نفسه لها بشغف لبقية حياته. على الرغم من أنه كان شخصية معروفة ومشهورة، كان على بروغهام أن ينتظر فترة قبل أن يُعرض عليه التنافس على مقعد في البرلمان. لكنه انتُخب في عام 1810 عن بلدة كاملفورد، وهي منطقة انتخابية فاسدة تحت سيطرة دوق بيدفورد.
سرعان ما اكتسب شهرة في مجلس العموم، حيث كان واحدًا من أكثر المتحدثين واعتبره البعض قائدًا مستقبليًا محتملًا لحزب الأحرار البريطاني. مع ذلك، انحدرت حياة بروغهام المهنية في عام 1812 عندما كان أحد مرشحي حزب الأحرار البريطاني عن ليفربول، إذ أنه هُزم هزيمة كبيرة. بقي خارج البرلمان حتى عام 1816، عندما أُعيد إلى وينشيلسي. استعاد بسرعة موقعه بين أقوى الأعضاء في مجلس العموم، وعمل بشكل خاص في دعم برنامج لتعليم الفقراء والإصلاح القانوني. في عام 1828، ألقى خطابًا مدته ست ساعات، وهو أطول خطاب ألقِي في مجلس العموم على الإطلاق.

### دفاعه عن الملكة كارولين
في عام 1812، أصبح بروغهام أحد كبار مستشاري كارولين من برونزيك، زوجة جورج -أمير ويلز والأمير الوصي على العرش وجورج الرابع المستقبلي. كان هذا أحد عناصر تطور حياته. في شهر أبريل عام 1820 عيّنت كارولين -كانت تعيش في الخارج حينها- بروغهام محاميها العام. في وقت سابق في ذلك العام، وصل جورج الرابع إلى العرش بعد وفاة والده العاجز منذ زمن «جورج الثالث». أُعيدت كارولين إلى بريطانيا في يونيو من أجل الظهور فقط، لكن الملك بدأ إجراءات الطلاق بعد عودتها. طُرح قانون الآلام والعقوبات -يهدف إلى حل الزواج وتجريد كارولين من لقبها الملكي بتهمة الزنا- أمام مجلس اللوردات من قبل حكومة المحافظين. لكن قاد بروغهام فريقًا قانونيًا -تضمن أيضًا توماس دينمان- دافع ببلاغة عن الأميرة. هدد بروغهام بتقديم أدلة على علاقات جورج الرابع وزواجه السري من امرأة كاثوليكية. كان ذلك كفيلًا بالتسبب بالفوضى داخل الحكومة الملكية. وعُرض على بروغهام أن يتراجع لمصلحة بلده. كان رده متمثلًا بخطابه الشهير في مجلس اللوردات إذ قال:
«المحامي، في أدائه لواجبه، يعرف شخصًا واحدًا فقط في العالم، وهذا الشخص هو موكله. واجبه الأول والوحيد هو إنقاذ هذا الموكل بكل الوسائل والذرائع، ومهما كان الثمن والمخاطر على الأشخاص الآخرين، ومن بينهم نفسه، وفي أدائه لهذا الواجب يجب ألّا يلتفت إلى الخطر والمضايقات والدمار الذي يمكن أن يسببه للآخرين. يجب عليه أن يستمر مُتحملًا العواقب، ويفصل بين واجبه الوطني وواجب المحامي، على الرغم من أنه لن يكون سعيدًا بتوريط بلده في هذه الاضطرابات.»

## روابط خارجية
- هنري بروغهام على موقع الموسوعة البريطانية (الإنجليزية)